# Richard Graupner
Richard Graupner (* 6. März 1963 in Kiel) ist ein deutscher Politiker  (AfD). Seit November 2018 ist er Abgeordneter im bayerischen Landtag und stellvertretender Vorsitzender seiner Fraktion.

## Leben
Graupner war in Bayern als Polizeihauptkommissar tätig. Seit 2016 ist er Mitglied der bayerischen AfD. Zuvor war Graupner zeitweilig Mitglied der Partei Die Republikaner und für diese Partei im Stadtrat von Schweinfurt vertreten. Bei der bayerischen Landtagswahl 2018 kandidierte Graupner als Stimmkreisabgeordneter im Stimmkreis Schweinfurt und auf Listenplatz 2 der AfD in Unterfranken. Graupner zog als Abgeordneter in den bayrischen Landtag ein. Bei der Landtagswahl 2023 zog er erneut in den Landtag ein. Graupner ist Mitglied des Ausschusses für Kommunale Fragen, Innere Sicherheit und Sport im Bayerischen Landtag.
Im Januar 2021 eröffnete die Staatsanwaltschaft gegen Graupner ein Ermittlungsverfahren „wegen Verrats von Dienstgeheimnissen“. Das Verfahren bezieht sich auf Graupners Tätigkeit als Hauptkommissar und Leiter einer Fahndungs- und Kontrollgruppe bei der Autobahnpolizei Schweinfurt-Werneck. Er soll in diesem Zusammenhang 2018 einem „Beschuldigten“ nichtöffentliche Informationen weitergegeben haben. Graupner bestreitet den Vorwurf. Der Bayerische Landtag hatte im Dezember 2020 Graupners Immunität aufgehoben. Im November 2022 verurteilte ihn das Landgericht Schweinfurt zu einer Geldstrafe von 90 Tagessätzen à 165 Euro (insgesamt 14.850 Euro), die Revision wurde vom Bayerischen Obersten Landesgericht verworfen.
Er wohnt in Schweinfurt.

## Positionen
Im Frühjahr 2019 nahm Graupner an einer Veranstaltung des Flügels mit Björn Höcke in Greding teil. Dort forderte u. a. AfD-Landesvorstandsmitglied Benjamin Nolte, die AfD solle ihre „Unvereinbarkeitsliste“ auf den „Müllhaufen der Parteigeschichte“ werfen, denn die Partei brauche für ihren „Freiheitskampf“ auch Ex-NPD-Leute. Der niederbayerische AfD-Landtagsabgeordnete Ralf Stadler distanzierte sich nach der Veranstaltung vom Flügel, Graupner sah dafür hingegen keinen Anlass. Er sagte der Mainpost Ende Mai 2019, er bleibe „Sympathisant“ des rechtsnationalen Lagers in der AfD und mit Björn Höcke habe er „kein Problem“.
Laut T-Online (Ende 2023) gilt Graupner auch als Förderer der extrem rechten Jungen Alternative. Nachdem die bayerische AfD im November 2024 auf ihrem Landesparteitag eine „Bayerische Resolution für Remigration“ beschlossen hatte, bezeichnete Graupner das als „enorm wichtiges Signal“: „Wir lassen uns die Deutungshoheit über den Begriff – als Markenkern der AfD – nicht nehmen!“

## Privates
Richard Graupner ist Vater von zwei Kindern.